# الإجهاض في بوليفيا
الإجهاض في بوليفيا غير قانوني, إلا في حالات الاغتصاب أو سفاح القربى أو لحماية صحة المرأة. تشكل هذه السياسة جزءًا من قانون العقوبات المنصوص عليه عام 1973, وهي سارية المفعول منذ ذلك الحين. نظرًا لصعوبة تلقي الإجهاض - حتى إذا كان الإجهاض يندرج تحت أحد الاستثناءات من القانون, يجب الحصول على إذن قضائي, الأمر الذي قد يستغرق وقتًا طويلاً - ينتهي الأمر بالعديد من النساء الحوامل إلى إجراء عمليات إجهاض سرية غير آمنة بدلاً من ذلك. وفقًا لوزارة الصحة البوليفية, كانت جميع عمليات الإجهاض التي أجريت في بوليفيا في عام 2011, والتي بلغت 67,000 حالة, سرية, وكان ما يقرب من نصف النساء اللائي تلقينها بحاجة إلى رعاية في المستشفى بعد ذلك. وقد تم ربط هذه الممارسة بارتفاع معدلات وفيات الأمهات في البلاد.
بُذلت جهود لتغيير القانون في عام 2005, عندما قدم مشرعون من الحركة من أجل الاشتراكية مشروع قانون لإضفاء الشرعية على الإجهاض, لكن سرعان ما تم رفضه. في عام 2013, بعد أربع سنوات من تقديم دستور بوليفيا الجديد, بدأت باتريشيا مانشيلا دعوى قضائية تطالب المحكمة الدستورية متعددة القوميات بإعلان عدم دستورية العديد من أحكام قانون العقوبات, بما في ذلك التشريع المناهض للإجهاض.
في 6 كانون الأول 2017, صوتت الجمعية الوطنية في بوليفيا على إلغاء تجريم الإجهاض قبل ثمانية أسابيع من الحمل «للطلاب أو المراهقات أو الفتيات». على الرغم من أن التشريع لا يحدد حدًا للسن, إلا أنه يُعتبر ساريًا على الفتيات في سن 17 عامًا أو أقل. أيدت وزيرة الصحة أريانا كامبيرو هذا التشريع كإجراء لخفض معدل وفيات الأمهات, ووقع الرئيس إيفو موراليس على الإصلاح ليصبح قانونًا في 15 كانون الأول 2017. ومع ذلك, تم إلغاء قانون الإصلاح بالكامل في 27 يناير 2018, ردا على الاحتجاجات على أحكامه التي تجرم سوء الممارسة الطبية.